# Pareutetrapha simulans
Pareutetrapha simulans là một loài bọ cánh cứng trong họ Cerambycidae.